# Austrogomphus guerini
Austrogomphus guerini – gatunek ważki z rodziny gadziogłówkowatych (Gomphidae). Występuje we wschodniej i południowo-wschodniej Australii oraz na Tasmanii.